# Derenkoveț, Korsun-Șevcenkivskîi
Derenkoveț (în ucraineană Деренковець) este o comună în raionul Korsun-Șevcenkivskîi, regiunea Cerkasî, Ucraina, formată numai din satul de reședință.

## Demografie
Componența lingvistică a comunei Derenkoveț
     Ucraineană (98,03%)
     Rusă (1,69%)
     Alte limbi (0,28%)
Conform recensământului din 2001, majoritatea populației comunei Derenkoveț era vorbitoare de ucraineană (98,03%), existând în minoritate și vorbitori de rusă (1,69%).

## Legături externe
- pl Dereńkowiec în Dicționarul geografic al Regatului Poloniei și al altor țări slave, volum II (Derenek — Gżack) anul 1881

- pl Derenkowiec în Dicționarul geografic al Regatului Poloniei și al altor țări slave, volum XV, p. 1 (Abablewo — Januszowo) 1900